# 澳大利亞日
澳大利亚日（英語：Australia Day）定於每年的1月26日，是澳大利亚的国庆日，紀念首批歐洲人抵達澳大利亞的日子。根据法律，澳大利亚在当日全国放假一天。

## 沿革
1788年1月26日，英國船長亞瑟·菲利普駕船帶著一班英國囚犯，總共11艘船舶到達新南威爾士的傑克森港（今悉尼港）。
1901年1月1日，澳洲聯邦成立。1月26日被定为澳大利亚的国庆日。

## 爭議和問題

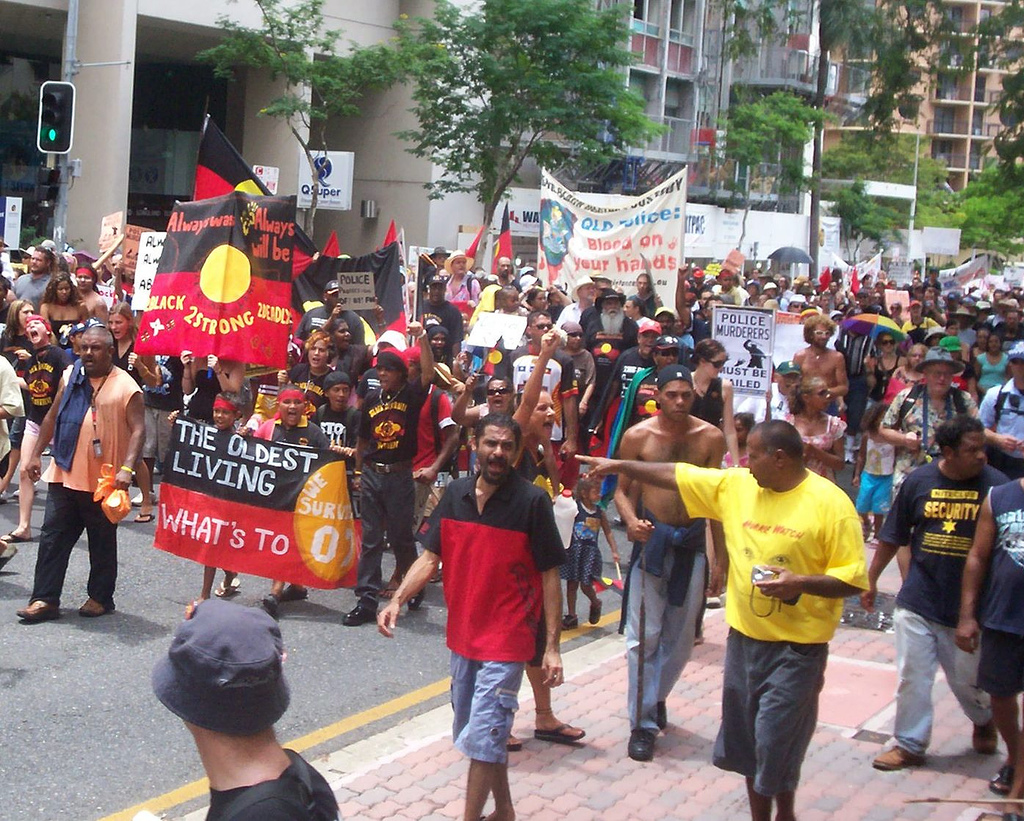
2007年布里斯班入侵日集會。

澳大利亞日的慶祝備受部份澳洲人的爭議，尤其是對澳大利亞原住民來說，這天代表他們的土地被白人入侵，亦是往後兩百多年來所受到的非人道對待（例如「失竊的一代事件」等等）的開端。
一些澳大利亞人認為澳大利亞日是英國殖民者的定居日，是殖民者對澳大利亞原住民帶來不利影響的象徵。1938年，有原住民在此澳洲日慶祝活動上哀悼。1988年，在悉尼的原住民舉行了大型“入侵日”紀念活動，紀念原住民文化的喪失。一些原住民和其他人將澳大利亞日稱為“入侵日”，抗議活動幾乎每年都會發生，有時是在澳大利亞日活動，成千上萬的人參加首都城市的抗議遊行。
澳洲日也被稱為「生存日」，並以1992年首次在悉尼舉行的生存日音樂會等活動為標誌。儘管殖民標誌和歧視仍然存在，「生存日」慶祝原住民人民和文化得以留存。2016年，澳洲國家原住民電視台選擇“
「生存日」作為首標題，因為它承認澳洲日的混合性質。
隨後，官方慶祝活動時試圖與原住民人民一起舉行儀式。如在悉尼舉行的Woggan-ma-gule儀式，這個儀式紀念了澳洲的歷史並慶祝當下。
2017年8月，墨爾本雅拉市議會一致決定，不把1月26日稱為澳大利亞日，並將在當天停止慶祝活動；將舉行一場承認原住民文化和歷史的活動。隨後，德爾賓市與拜倫郡也通過了類似法案。